# Palazzo Labia

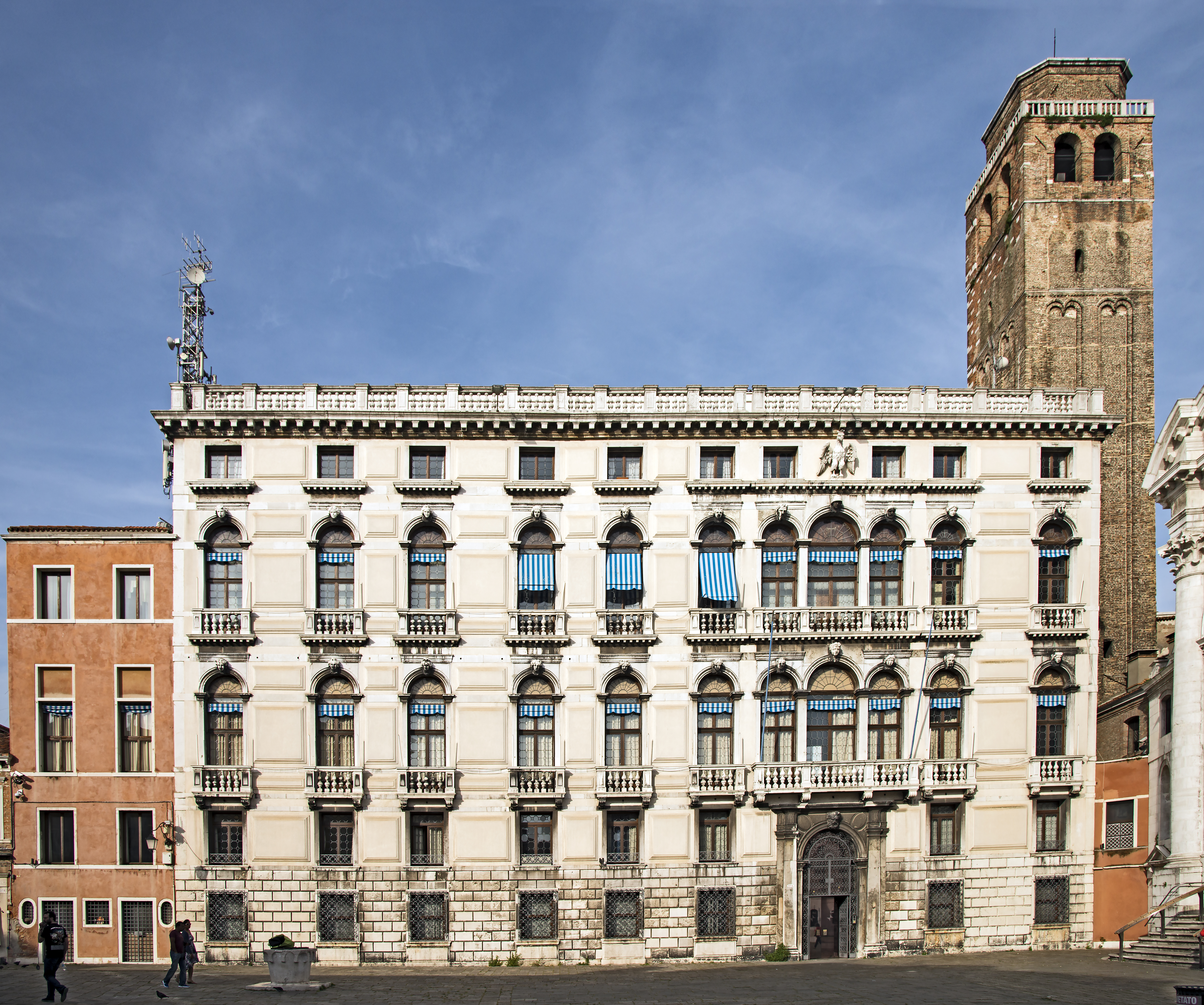
Palazzo Labia Campo San Geremia mit Turm der gleichnamigen Kirche

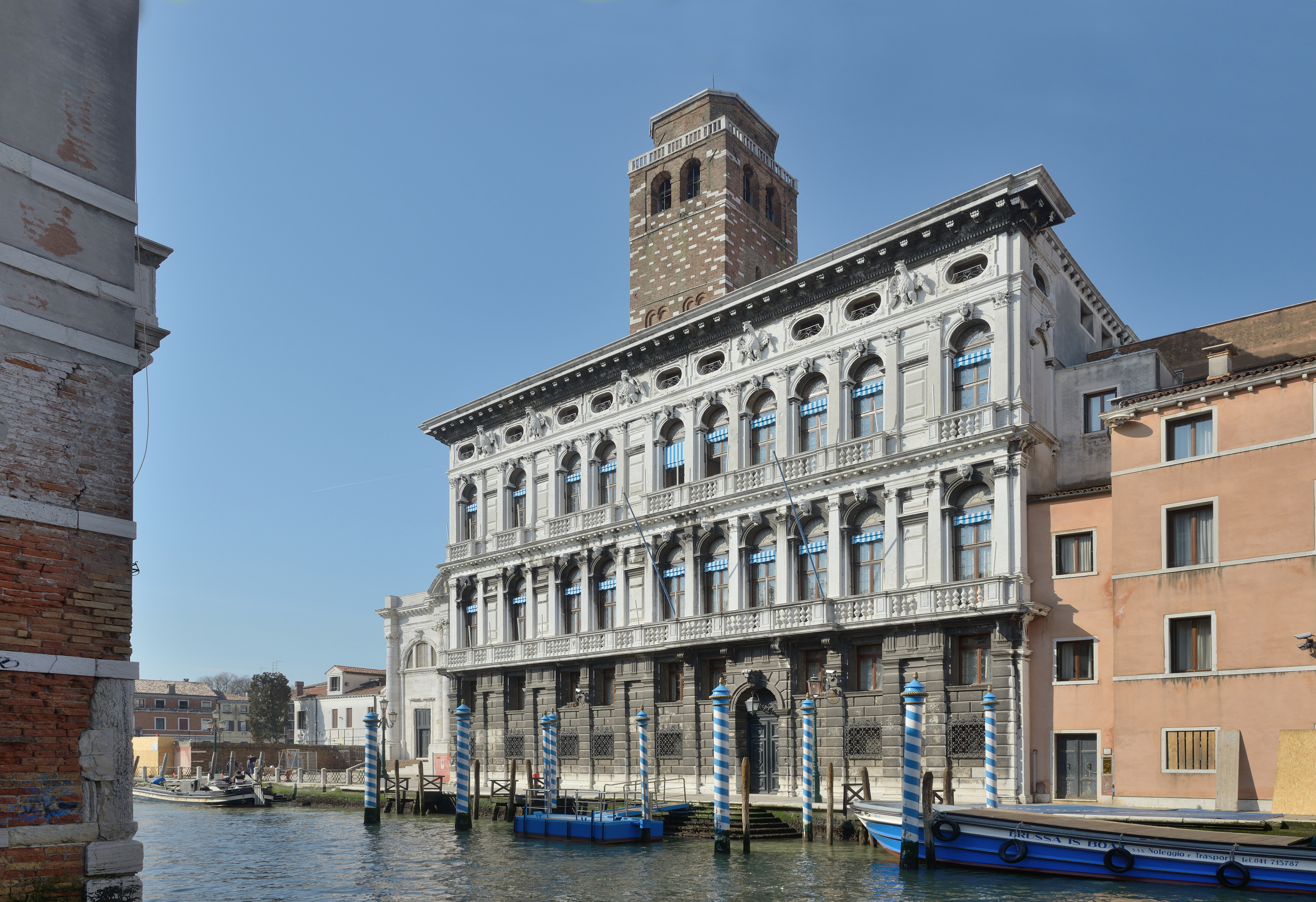
Palazzo Labia Ansicht vom Canale Cannaregio

Ansicht vom Canal Grande

Palazzo Labia ist ein barocker Palast in Venedig, im Sestiere Cannaregio, der in der Nähe der Einmündung des Canale di Cannaregio in den Canal Grande, zwischen dem Palazzo Venier Manfrin und der Kirche San Geremia, gelegen ist. Erbaut im 17. und 18. Jahrhundert, ist er einer der letzten großen Paläste Venedigs. Die Dekoration des großen Ballsaals ist ein Hauptwerk Giovanni Battista Tiepolos.

## Beschreibung

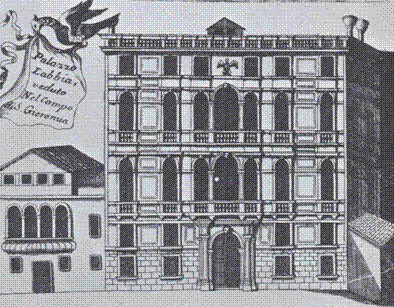
Fassade zum Campo San Geremia vor der Erweiterung

Die Hauptfassade ist zum Canale di Cannaregio, die bescheidenere Seite mit nur drei Fensterachsen zum Canal Grande hin orientiert. Die dritte Fassade blickt auf den Campo San Geremia. Die relativ unbekannten Architekten Andrea Cominelli und Alessandro sowie dessen Sohn Paolo Tremignon, die mit dem Bau betraut wurden, stehen noch deutlich unter dem Einfluss von Baldassare Longhena. 
Der Palast umfasst fünf Stockwerke. Die unteren zwei Stockwerke sind niedrig und zum Canale di Cannaregio hin rustifiziert, in der Fassade zum Campo hin nur im Erdgeschoss.
Die Fassaden zu den Kanälen weisen im Erdgeschoss eine dorische Rustika auf und sind in den oberen Stockwerken durch ionische und korinthische Säulen gegliedert. Vor den Fenstern befinden sich Balustraden und in den Fensterwölbungen unterschiedliche Skulpturen von Köpfen. Auffallend sind die zahlreichen gekrönten Adler (Wappentier der Labia) zwischen den ovalen Fenstern unterhalb der Kranzgesimse.
Die Fassade zum Campo San Geremia wurde zu Beginn des 18. Jahrhunderts asymmetrisch erweitert. Der von Giorgio Massari über zwei Stockwerke geschaffene Ballsaal liegt in der Gebäudemitte und hat die Breite der Fassade zum Canal Grande. Anschließend befindet sich ein quadratischer Innenhof mit rustizierenden Doppelsäulen im Erdgeschoss.

## Geschichte
Die Familie Labia stammte aus Katalonien und brachte es in Venedig zu sagenhaftem Reichtum. Sie waren die erste Familie, die nach der sogenannten „serrata del Maggior Consiglio“ (Schließung des Großen Rates, 1297), gegen Zahlung von hunderttausend Dukaten 1646 in das venezianische Patriziat aufgenommen wurden. Der prächtige Palast sollte die Bedeutung der Familie Labia gegenüber den alteingesessenen Patriziern unterstreichen. Die Tiepolofresken des Ballsaals wurden wahrscheinlich von dem verschwenderischen Paolo Antonio Labia in Auftrag gegeben. Von ihm erzählt man sich, dass er am Ende eines Banketts das goldene Tafelgeschirr mit den Worten aus dem Fenster werfen ließ: „L'abia o no l'abia, sarò sempre Labia“ („Ob ich es habe oder nicht habe, ich werde immer ein Labia sein“).
Seine Mutter Maria Labia, geborene Civran, eine sehr schöne Frau, soll von Tiepolo in den Fresken in der Figur der Kleopatra verewigt worden sein. Nach dem Niedergang und Ende der Republik verlor die Familie Labia ihr Vermögen und zogen schließlich nach Österreich. Zu Beginn des 19. Jahrhunderts wurde der Palast von einem Fürst Lobkowitz erworben, später gelangte er in den Besitz einer Wiener Israelitischen wohltätigen Stiftung, die das verbliebene Inventar verkaufte und den Palast in Wohnungen aufteilte. 1850 befanden sich im Piano nobile 50 Webstühle, im Obergeschoss eine Sägemühle. 1890 wollte die Stadt Venedig keine 50000 Lire für das Gebäude ausgeben, obwohl sie darin bereits Räume für eine Volksschule angemietet hatte. Der Palast hatte bis 1951 wechselnde Besitzer und kam immer mehr herunter. 1945 explodierte in nächster Nähe ein Munitionsschiff, wodurch der Palast und Tiepolos Fresken beschädigt wurden.
1948 erwarb der franko-mexikanische Ölmagnat Carlos de Beistegui den Palast und ließ ihn restaurieren. Nach Abschluss der Arbeiten fand am 3. September 1951 der „Ball des Jahrhunderts“ in Kostümen des 18. Jahrhunderts statt. 1964 ersteigerte die RAI den Palazzo für 350 Millionen Lire und unternahm in der Folge große Anstrengungen, das Gebäude und seine Kunstwerke zu erhalten und weiter zu restaurieren. Die Räume werden für internationale Konferenzen etc. zur Verfügung gestellt und können gegen Voranmeldung besichtigt werden.
2008 bot die RAI das Gebäude zum Kauf an, aber ihre venezianische Redaktion protestierte dagegen. 2012 wurde das Projekt entwickelt, der Museumspool der Gemeinde Venedig solle die Hälfte, die venezianische Stiftung Fondazione Harthstarich die andere Hälfte des Palasts (geschätzter Preis 40 Millionen Euro) erwerben, um ihn gemeinsam zu einem Museums- und Ausstellungsgebäude zu machen. Bisher (Stand 2018) wurde der Kauf nicht abgewickelt, die RAI hat hier noch immer ihre Regionalredaktion. In den Jahren 2014, 2015 und 2016 wurde hier das internationale Festival Cartoons on the Bay veranstaltet.
2019 veranstaltete das Unternehmen Dior zusammen mit der Venetian Heritage Foundation einen Kostümball im Ballsaal des Palazzo.

## Innenräume

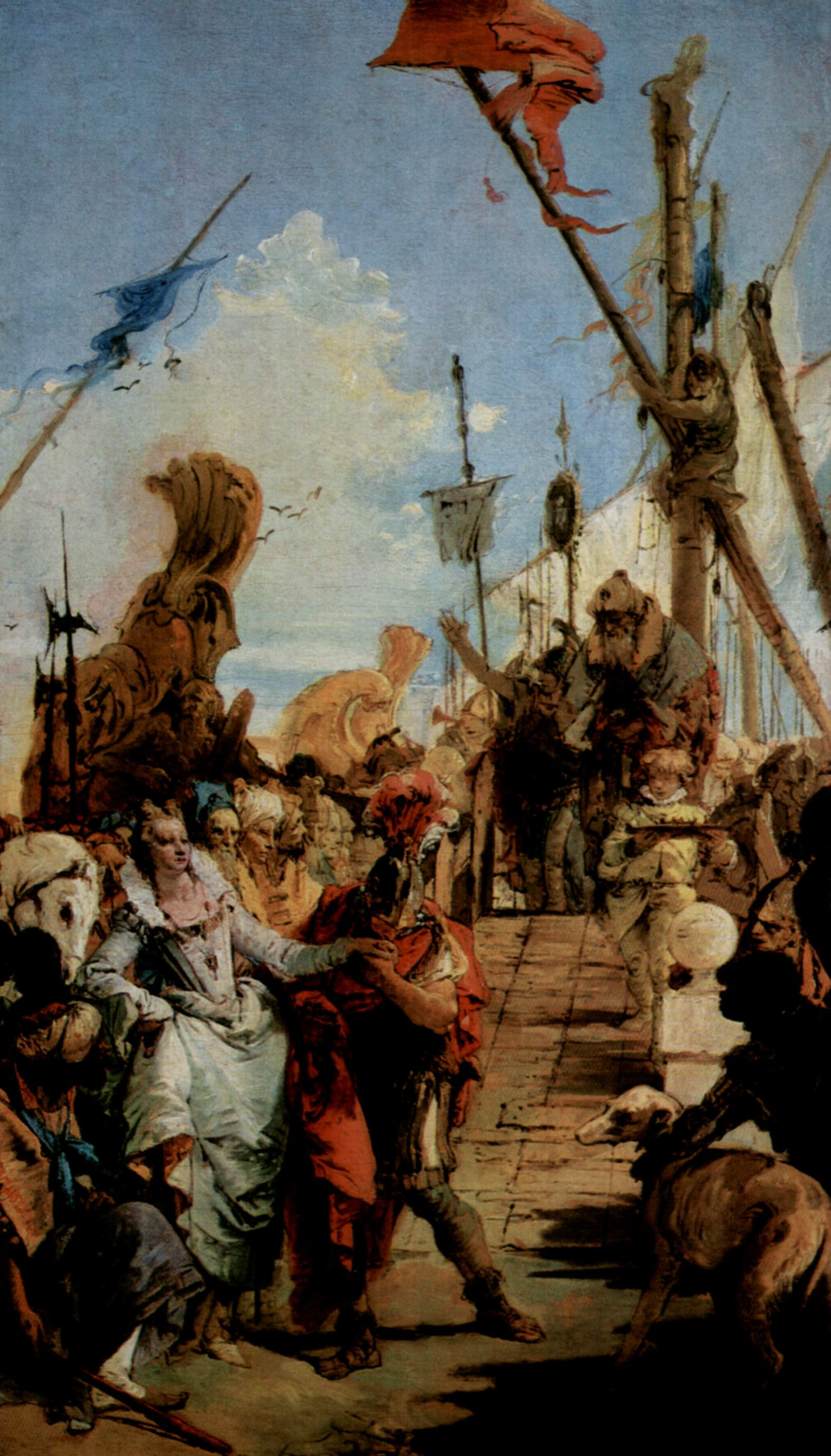
Treffen von Antonius und Kleopatra, Freco von Giambattista Tiepolo.

Im Ballsaal schuf 1746–1747 Giovanni Battista Tiepolo den großartigen Zyklus „Geschichte von Antonius und Kleopatra“. Die Quadraturmalerei stammt von Gerolamo Mengozzi Colonna. Das zentrale Deckengemälde stellt Tiepolos „Bellerophon auf dem Pegasus“ dar. In dem Spiegelsaal finden wir ein weiteres Deckengemälde von Tiepolo „Triumph von Zephir und Flora“.
In den anderen Räumen des Palastes sind Werke von Giandomenico Tiepolo, Palma il Giovane, Giambattista Canal, Placido Costanzi, Agostino Masucci, Pompeo Batoni, Gregorio Lazzarini, Gaspare Diziani und Antonio Visentini zu finden. Sehenswert sind auch die flämischen Tapisserien (Geschichten des Scipio).

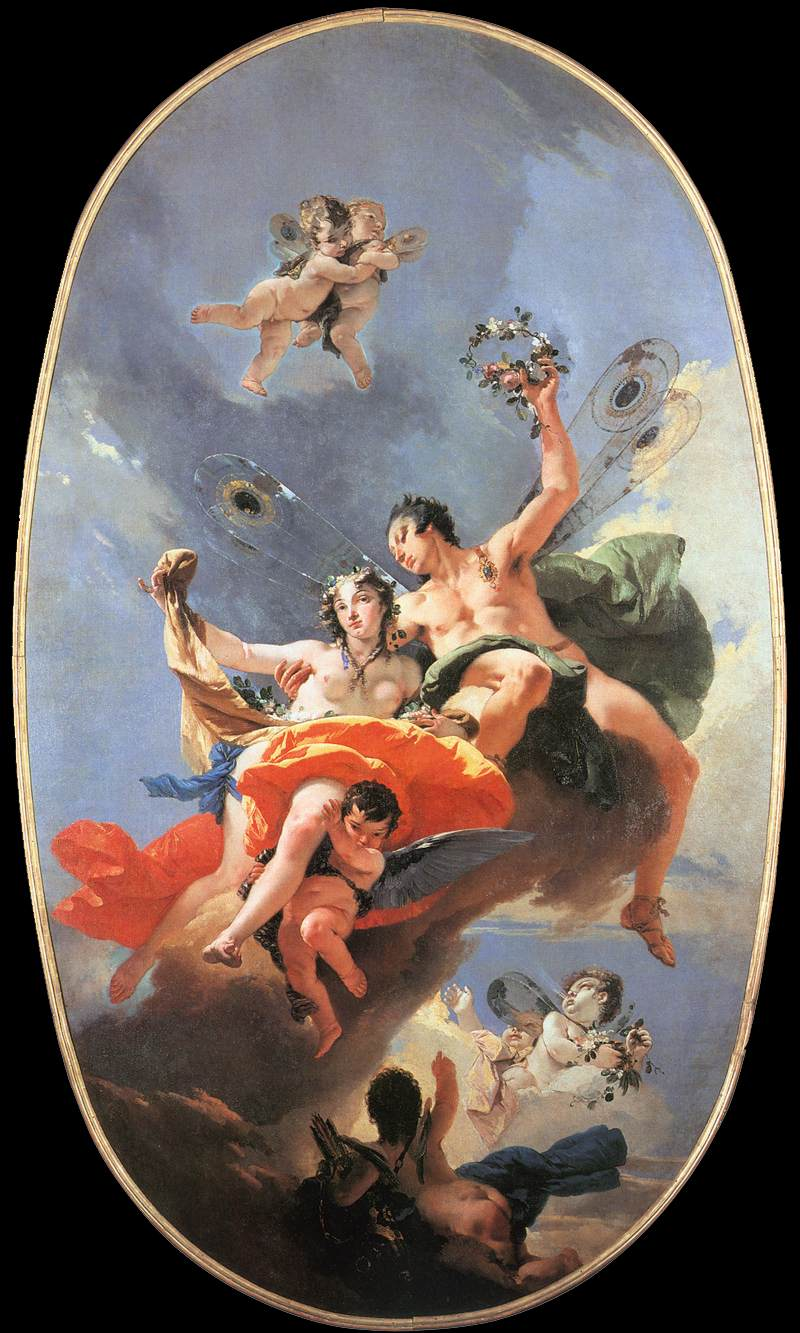
Triumph von Zephir und Flora, Tiepolo
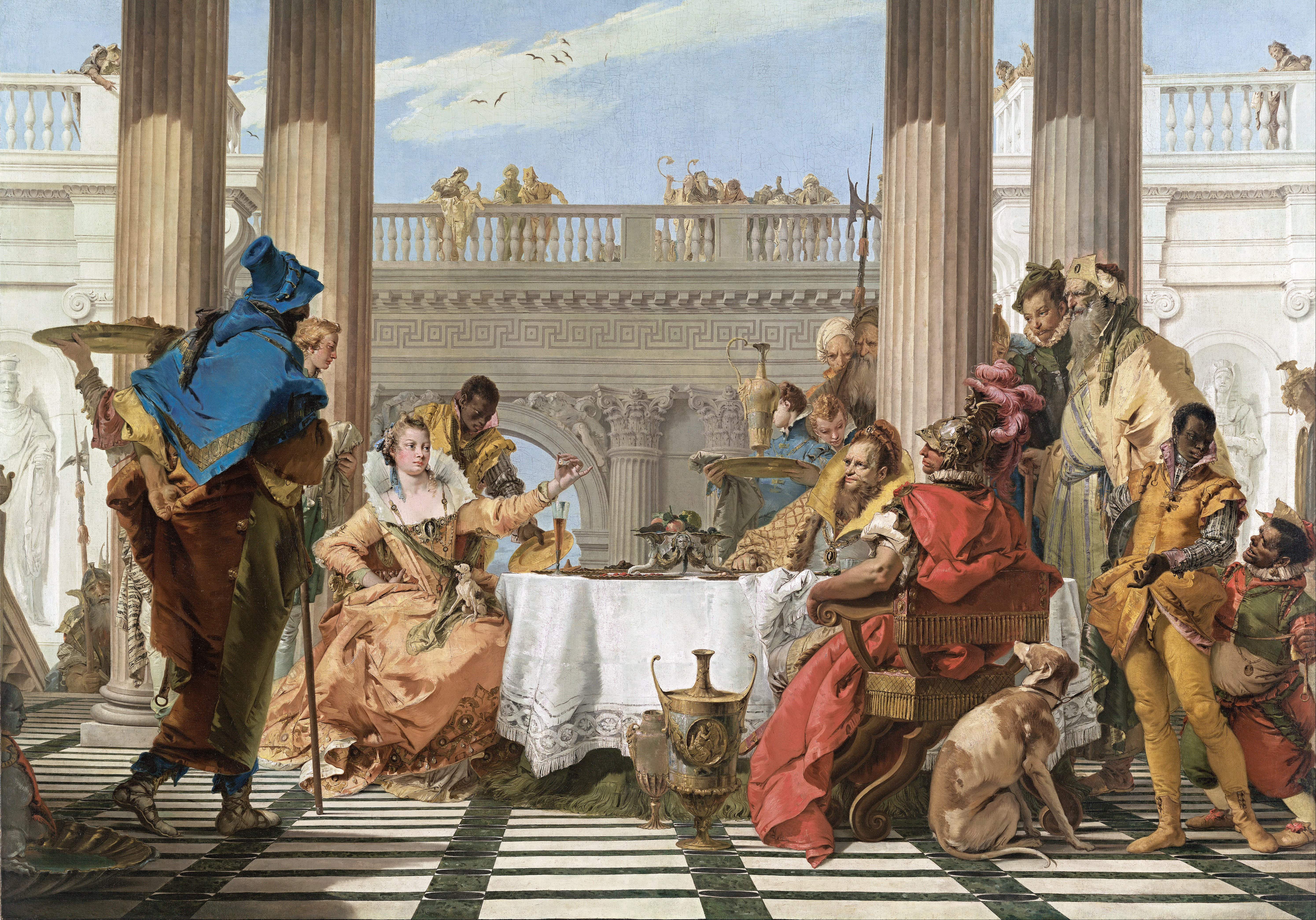
Das Bankett der Cleopatra, Tiepolo
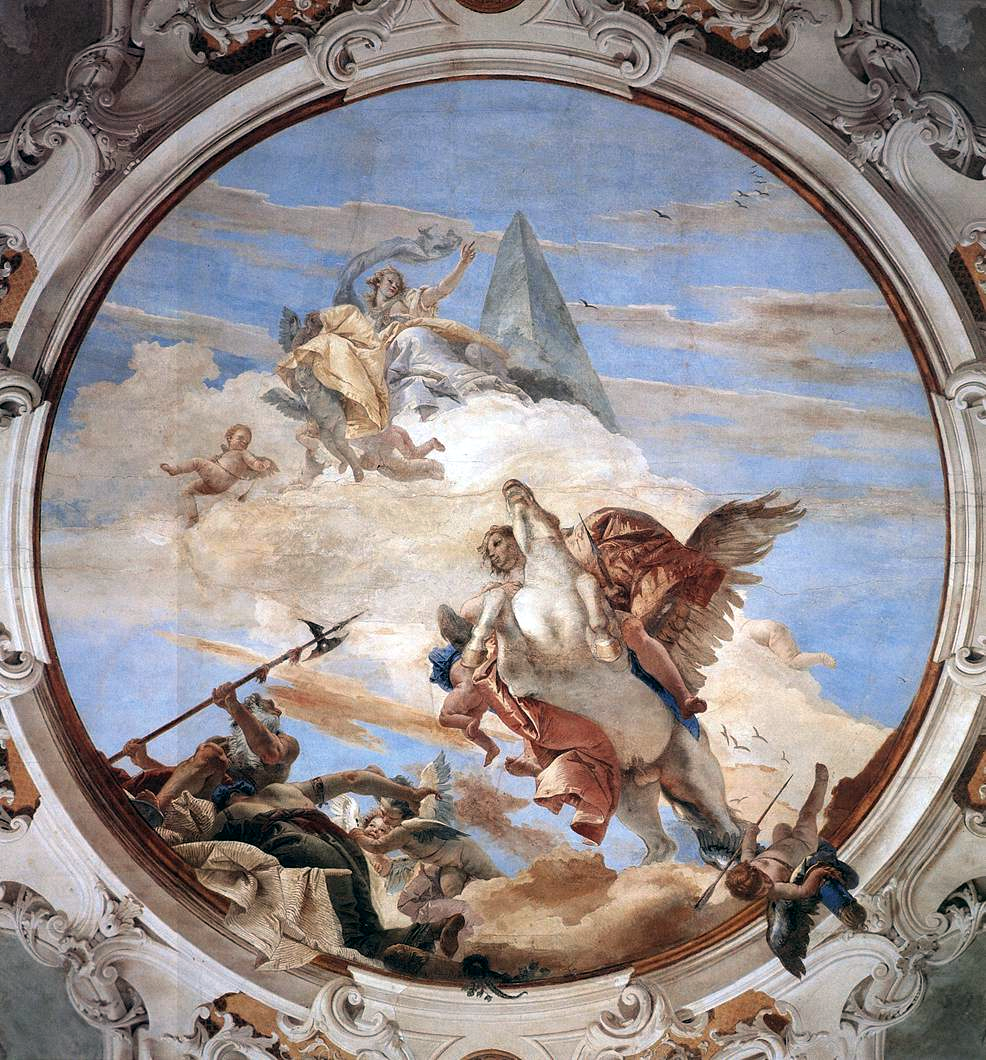
Bellerophon auf Pegasus, Tiepolo
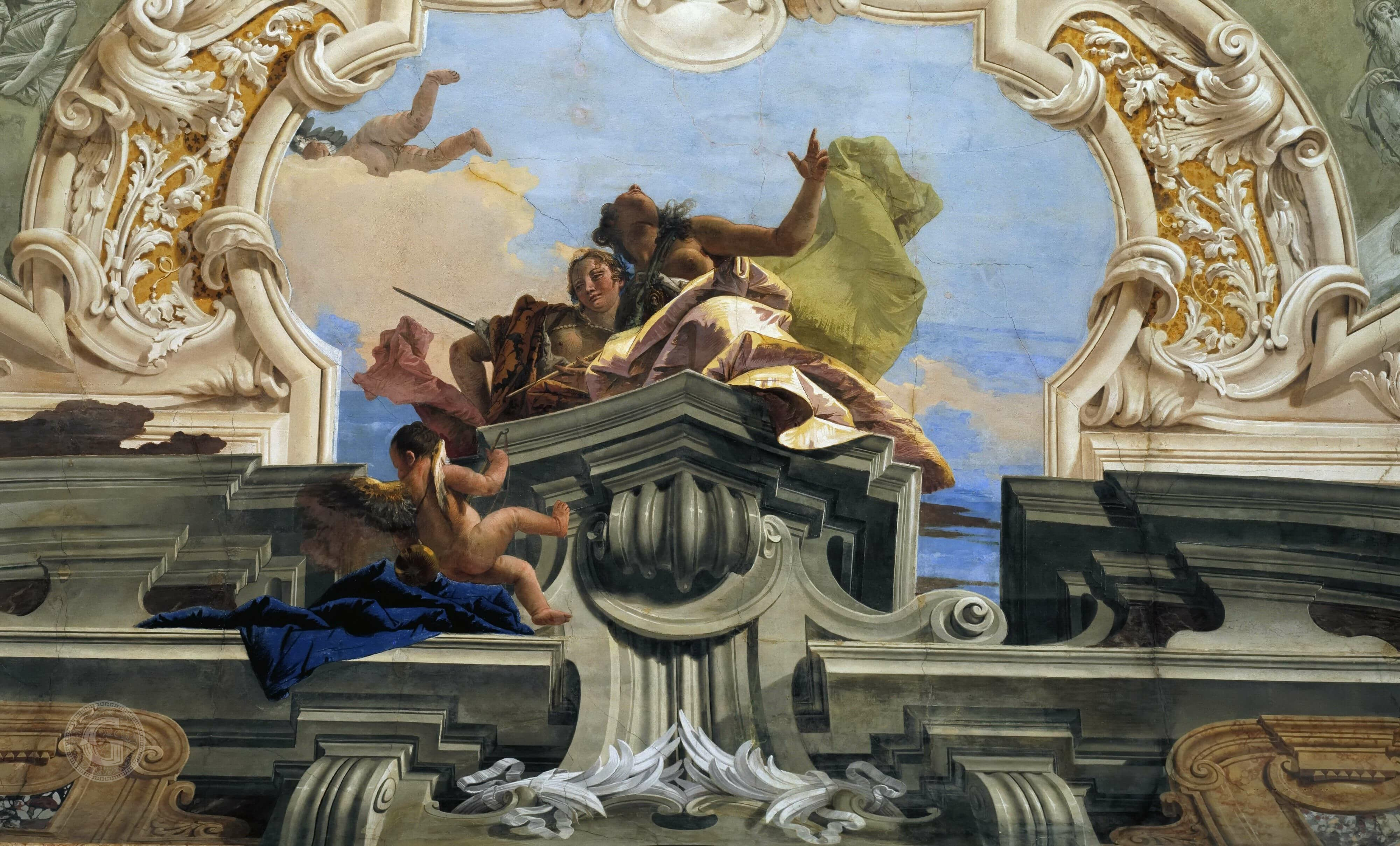
Gerechtigkeit und Harmonie; Tiepolo
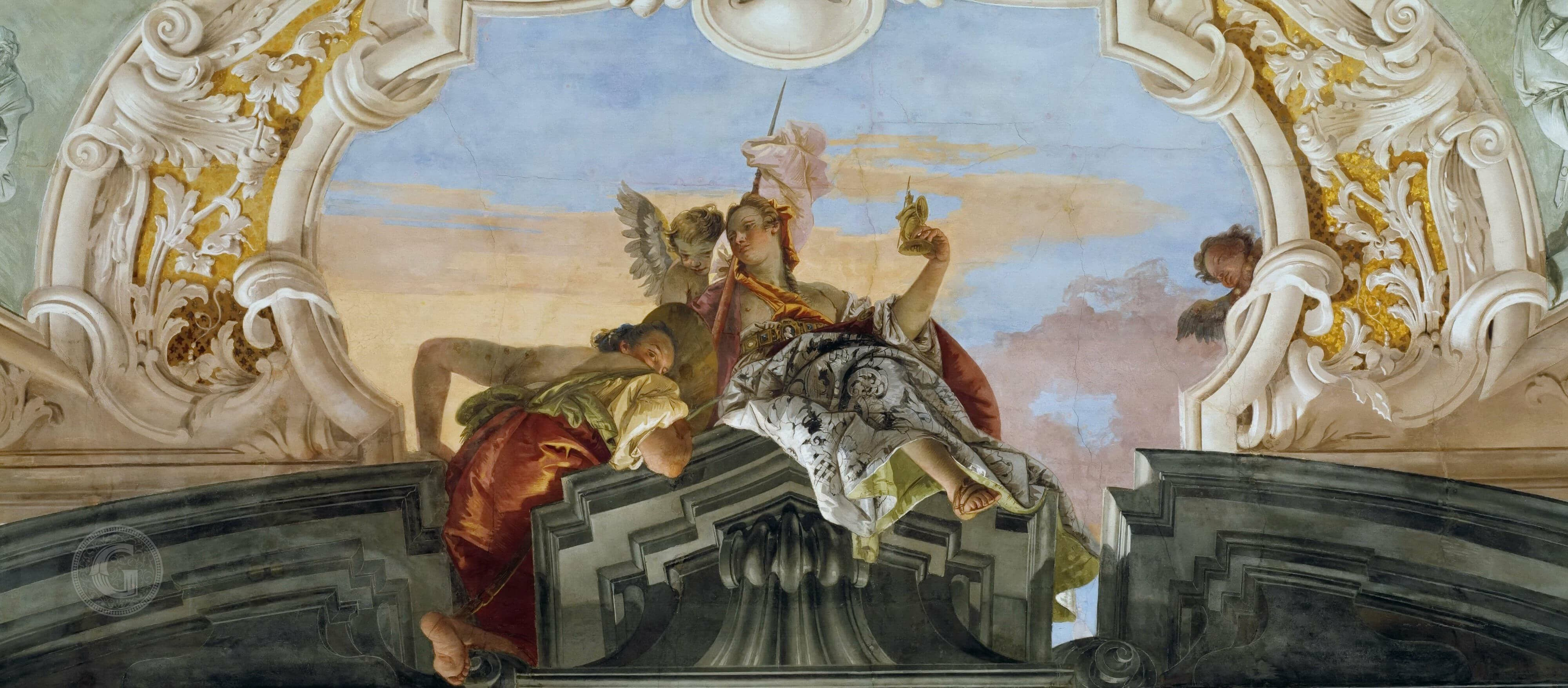
Die Tugend triumphiert über den Neid; Tiepolo
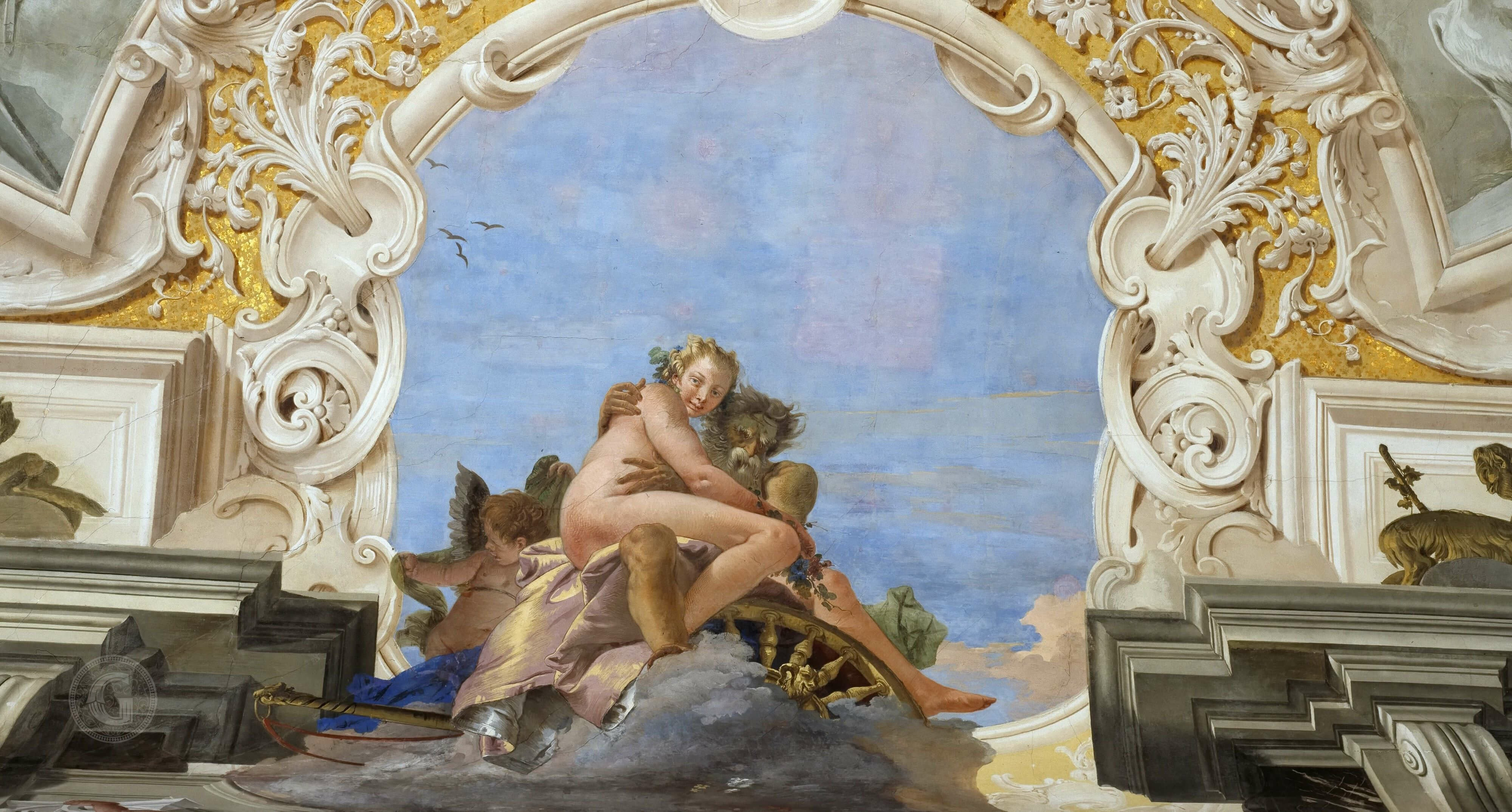
Die Zeit raubt die Schönheit, Tiepolo